# 大矢半次郎
大矢 半次郎（おおや はんじろう、1892年〈明治25年〉1月9日 – 1977年〈昭和52年〉12月7日）は、大正から昭和期の大蔵官僚、弁護士、政治家。参議院議員、農林中央金庫副理事長。旧姓は佐々木。

## 経歴
岩手県紫波郡、のちの都南村（現盛岡市）で、佐々木定吉の三男として生まれ、政治家大矢馬太郎の養子となり1918年（大正7年）に分家した。盛岡中学校（現岩手県立盛岡第一高等学校）を経て、第一高等学校を卒業し、1917年（大正6年）10月、文官高等試験行政科試験に合格。1918年、東京帝国大学法学部法律学科（独法）を卒業した。同年、大蔵省に入省し参事官室属となる。
以後、富山税務署長、品川税務署長、永代税務署長、仙台税務監督局直税部長、大阪税務監督局直税部長、銀行検査官、大蔵省主税局国税課長兼主税局臨時土地調査課長、東京税務監督局長、日本銀行監理官、大蔵省主税局長などを歴任。醸造試験所長（現酒類総合研究所）を務めて退官して日本勧業銀行理事に就任し、1945年（昭和20年）農林中央金庫副理事長に転じた。
1950年（昭和25年）6月の第2回参議院議員通常選挙に全国区から自由党公認で出馬して当選し、参議院議員に1期在任した。この間、参議院大蔵委員長などを務めた。1956年（昭和31年）7月の第4回通常選挙に岩手県地方区から自由民主党公認で出馬したが次点で落選した。
その後、弁護士、日本醸造協会会長、岩手県総合開発顧問などを務めた。
1967年（昭和42年）春の叙勲で銀杯一組を賜った。

## 著作
- 述『増税実施後の状況に就て』東京商工会議所〈商工資料 第72号〉、1938年。
- 述、松隈秀雄述、税務懇話会編『支那事変特別税法等の解説』税務懇話会、1938年。

## 親族
- 妻 大矢サク（養父長女）[4]

## 栄典
- 1940年（昭和15年）8月15日 - 紀元二千六百年祝典記念章[9]

## 脚註
1. 1 2 3 4 5 6 7 8 9 10 11  『岩手人名辞典』52頁。
2. 1 2 3 4 5 6 7 8 9  『新訂 政治家人名事典』122頁。
3. 1 2 3 4 5 6 7 8 9  『議会制度百年史 - 貴族院・参議院議員名鑑』271頁。
4. 1 2  『人事興信録 第13版 上』オ169頁。
5. 1 2 3  『日本官僚制総合事典1868-2000』第2版、219頁。
6. ↑  『国政選挙総覧 1947-2016』540頁。
7. ↑  『国政選挙総覧 1947-2016』413頁。
8. ↑  『官報』第12111号19-20頁 昭和42年5月1日号
9. ↑  『官報』第4438号・付録「辞令二」1941年10月23日。